# Horstileanira crosslandi
Horstileanira crosslandi är en ringmaskart som beskrevs av Pettibone 1970. Horstileanira crosslandi ingår i släktet Horstileanira och familjen Sigalionidae. Inga underarter finns listade i Catalogue of Life.